# Доње Предријево
Доње Предријево је насељено место у општини Зденци, Вировитичко-подравска жупанија, Хрватска.

## Историја
До територијалне реорганизације у Хрватској било је у саставу старе општине Ораховица.

## Становништво
У попису становништва из 2011. године, Доње Предријево је имало 106 становника.
| Број становника према пописима | Број становника према пописима | Број становника према пописима | Број становника према пописима | Број становника према пописима | Број становника према пописима | Број становника према пописима | Број становника према пописима | Број становника према пописима | Број становника према пописима | Број становника према пописима | Број становника према пописима | Број становника према пописима | Број становника према пописима | Број становника према пописима | Број становника према пописима |
| ------------------------------ | ------------------------------ | ------------------------------ | ------------------------------ | ------------------------------ | ------------------------------ | ------------------------------ | ------------------------------ | ------------------------------ | ------------------------------ | ------------------------------ | ------------------------------ | ------------------------------ | ------------------------------ | ------------------------------ | ------------------------------ |
| 1857                           | 1869                           | 1880                           | 1890                           | 1900                           | 1910                           | 1921                           | 1931                           | 1948                           | 1953                           | 1961                           | 1971                           | 1981                           | 1991                           | 2001                           | 2011                           |
| 244                            | 306                            | 182                            | 194                            | 282                            | 334                            | 346                            | 333                            | 303                            | 325                            | 294                            | 235                            | 222                            | 172                            | 154                            | 106                            |

Напомена: Године 1869. садржи податке за насељено место Старо Петрово Поље (Црнац).

### Попис1991.
У попису становништва из 1991. године, Доње Предријево је имало 172 становника, следећег националног састава:
| Попис 1991.‍  | Попис 1991.‍  | Попис 1991.‍ | Попис 1991.‍ | Попис 1991.‍ |
| ------------ | ------------ | ----------- | ----------- | ----------- |
|              |              |             |             |             |
| Хрвати       | Хрвати       |             | 123         | 71,51%      |
| Срби         | Срби         |             | 38          | 22,09%      |
| Југословени  | Југословени  |             | 6           | 3,48%       |
| неопредељени | неопредељени |             | 5           | 2,90%       |
| укупно: 172  |              |             |             |             |

### Попис1910.
| Доње Предријево | Доње Предријево |
| --- | --- |
| језик | вера |
| укупно: 334 Српски 141 (42,21%) Хрватски 103 (30,83%) Мађарски 60 (17,96%) Словачки 19 (5,68%) Немачки 9 (2,69%) Чешки 1 (0,29%) Словеначки 1 (0,29%) | <div style="border:solid transparent;position:absolute;width:100px;line-height:0;<div style="border:solid transparent;position:absolute;width:100px;line-height:0;<div style="border:solid transparent;position:absolute;width:100px;line-height:0; укупно: 334 Римокатолици 158 (47,30%) Православци 141 (42,21%) Калвинисти 32 (9,58%) Јевреји 3 (0,89%) - (-%) |